# Max Richter (Geologe)
Max Richter (* 8. März 1900 in Bingen; † 12. April 1983 in West-Berlin) war ein deutscher Geologe und Paläontologe, Professor an der FU Berlin.

## Leben

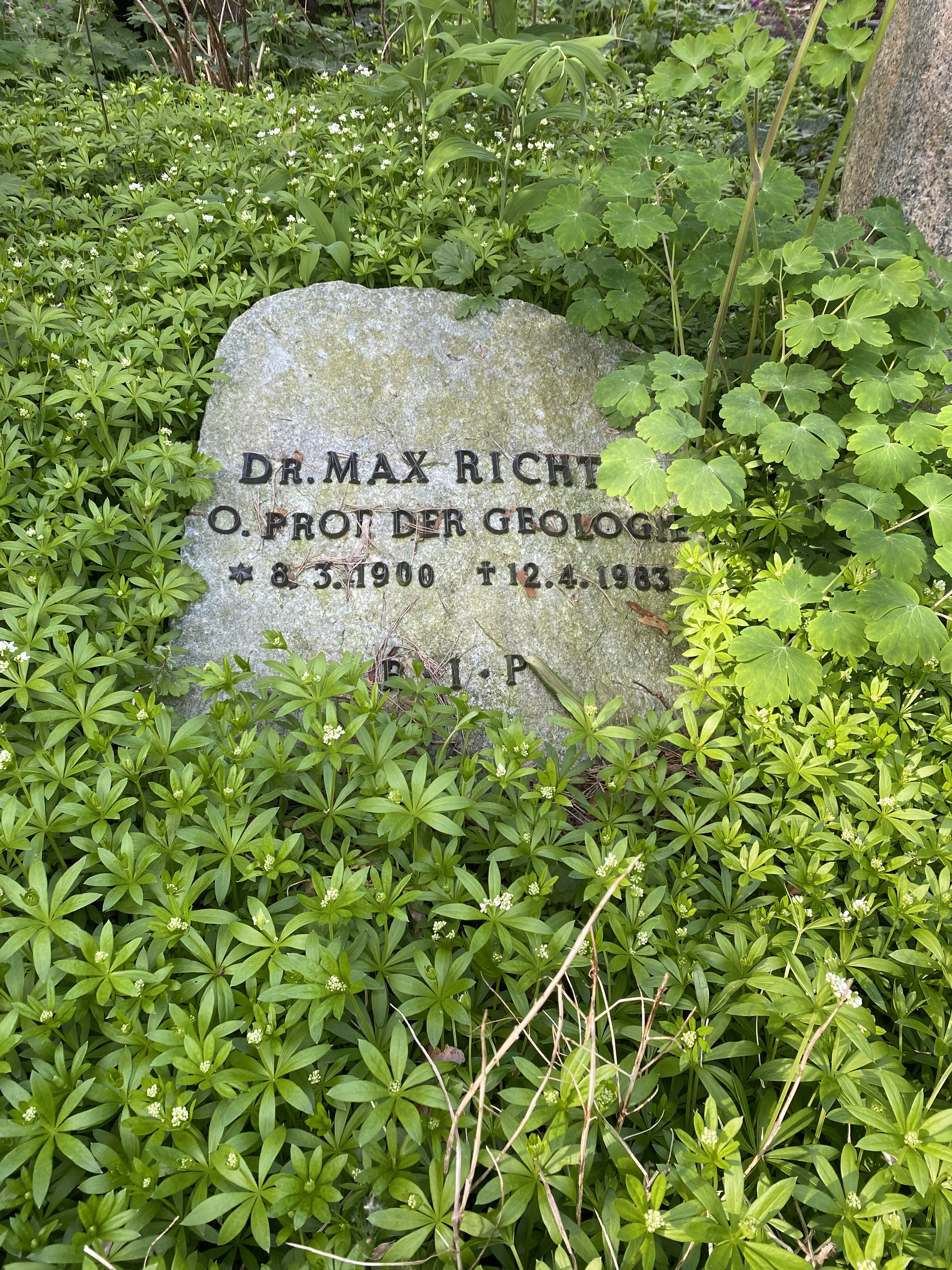
Grabstätte auf dem Waldfriedhof Dahlem (Feld 014-130)

Richter wurde 1921 an der Universität Bonn zum Dr. phil. promoviert und habilitierte sich dort 1923. Er lehrte danach in Bonn, wo er 1929 außerplanmäßiger Professor wurde. 1937 wurde er ordentlicher Professor an der Bergakademie Clausthal. 1950 wurde er ordentlicher Professor für Geologie und Paläontologie an der FU Berlin.
Er befasste sich insbesondere mit der Geologie der deutschen Alpen.
Im Jahr 1934 vermutete er (wie auch 1921 Friedrich Levy (gestorben 1943) in Freiburg) die Existenz eines Ur-Rheins im mittleren Miozän, der aus dem Gebiet des Kaiserstuhls in die niederrheinische Bucht floss und nur etwa 400 km lang war.
1967 erhielt er die Hans-Stille-Medaille. Er war Mitglied der Leopoldina.
Er war verheiratete mit Hildegard Richter, geborene Willick, und der Vater des 1930 in Bonn geborenen Geologieprofessors an der Fachhochschule Aachen Dieter M. Richter (1930–1997). Dieser veröffentlichte auch 1984 die Neubearbeitung der Allgäuer Alpen seines Vaters in der Sammlung Geologischer Führer von Borntraeger.
Max Richter starb 1983 im Alter von 83 Jahren in Berlin. Sein Grab befindet sich auf dem Waldfriedhof Dahlem.

## Schriften
- Geologischer Führer durch die Allgäuer Alpen zwischen Iler und Lech, Gebrüder Borntraeger, Sammlung Geologischer Führer, Band 24, 1924
- Allgäuer Alpen, Gebrüder Borntraeger, Sammlung Geologischer Führer, Band 45, 1966
- Vorarlberger Alpen, Gebrüder Borntraeger, Sammlung Geologischer Führer, Band 49, 1968
- Bau und Entstehung der deutschen Alpen, Gebrüder Borntraeger 1937
- mit Karl Walter Kockel, H. G. Steinmann Geologie der bayrischen Berge zwischen Lech und Loisach, Wissenschaftliche Veröffentlichungen des Deutschen und Österreichischen Alpenvereins, Band 10, 1931
- Geologie, Das Geographische Seminar, Braunschweig, Westermann 1962